# 普罗斯珀·梅尼埃
普罗斯珀·梅尼埃（法語：Prosper Menière，1799年6月18日—1862年2月7日）是一名法国医学家，以发现内耳疾病梅尼埃病（一种症状为眩晕、耳鸣、听力损失的疾病）而闻名于世。